# تولالار
تولالار (به لاتین: Tülallar) یک منطقهٔ مسکونی در جمهوری آذربایجان است که در شهرستان گوی‌گول واقع شده‌است.

## خصوصیات
تولالار ۲۰۷ نفر جمعیت دارد.